# Cot Leumo Mate
Cot Leumo Mate är ett berg i Indonesien.   Det ligger i provinsen Aceh, i den västra delen av landet, 1 900 km nordväst om huvudstaden Jakarta. Toppen på Cot Leumo Mate är 565 meter över havet. Cot Leumo Mate ligger på ön Pulau We.
Terrängen runt Cot Leumo Mate är huvudsakligen kuperad, men österut är den platt. Havet är nära Cot Leumo Mate åt sydost.  Närmaste större samhälle är Sabang, 8,5 km norr om Cot Leumo Mate. 